# Rue Cardinale (Aix-en-Provence)
Pour les articles homonymes, voir Rue Cardinale.
La rue Cardinale est une rue à sens unique, située dans le quartier historique Mazarin d'Aix-en-Provence, dans les Bouches-du-Rhône, région Provence-Alpes-Côte d'Azur, en France.

## Situation et accès
On accède à son numéro 1 par la rue d'Italie. Elle longe ensuite la place Saint-Jean-de-Malte, sur laquelle se trouvent l'église Saint-Jean-de-Malte et le musée Granet, installé depuis 1838 dans les bâtiments de l'ancienne commanderie des Hospitaliers de l'ordre de Saint-Jean de Jérusalem.
Elle connait un trafic limité depuis sa naissance sur la rue d'Italie et la place Saint-Jean-de-Malte jusqu'à son intersection avec la rue Peyssonnel.
La vitesse maximale autorisée des véhicules l'empruntant est de 29km/h sur toute sa longueur.

## Origine du nom
Centrale au quartier Mazarin, elle rappelle la fonction de prélat du Vatican de son dédicataire Michel Mazarin (frère du Ministre-Cardinal de France) qui fut archevêque d'Aix-en-Provence de 1645 jusqu'à sa mort en 1648.
Le double sens qui semble désigner sa fonction géographique, passant d'un point cardinal (Est) à l'autre (Ouest), n'est pas attesté.

## Historique
La rue Cardinale est créée en 1646, lors du 9e agrandissement de la ville; le cardinal Michel Mazarin (frère du ministre) en prit l'initiative (et une partie du financement) et lui prêta son titre.
À l'origine, elle s'arrêtait au niveau de la rue Laroque, environ 100m avant sa terminaison actuelle. Elle fut prolongée en 1880 jusqu'à l'avenue Victor-Hugo (ancienne N7).

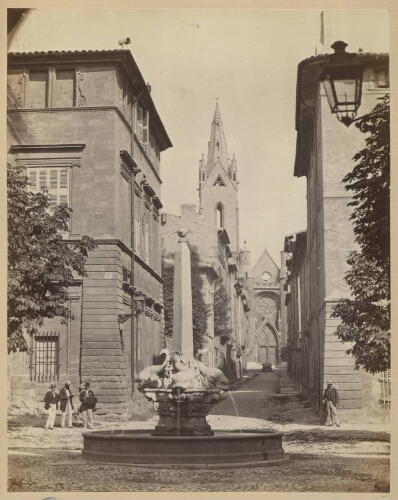
Rue Cardinale, vue vers l'est, depuis la place des Quatre-Dauphins. Où l'on peut voir des luminaires d'éclairage public au gaz. Au fond, l'église Saint-Jean-de-Malte. Entre 1860 et 1879.

Le quartier connut l’éclairage public au gaz, visible ici dans la photo de gauche, dès le milieu du XIXe siècle. Cet éclairage était d’autant plus utile que les trottoirs n’existaient pas encore. Ils ne furent déclarés d’intérêt public en France qu’en 1878; on marchait avant cela librement dans les rues comme aujourd’hui dans une zone piétonne.

## Bâtiments remarquables et lieux de mémoire

### Architecture
À son extrémité orientale s'élève la façade en ogive de l'église Saint-Jean-de-Malte, et son extrémité occidentale aboutit au boulevard extérieur, non loin de la rue d'accès à la gare des trains (TER). 
Son tracé est coupé en deux par la rue du Quatre-Septembre et sa place contenant la fontaine des Quatre-Dauphins. Deux de ses sculptures font jaillir sur des palettes métalliques de l'eau thermale (tiède en toute saison), les deux autres de l'eau de ville froide.
Dans sa deuxième moitié (Ouest), le grand Lycée Mignet occupe environ 150 m de façade sur le côté sud de la rue. Il fut le lieu d'études, de travail et de rencontre de personnalités aixoises telles que : Paul Cézanne (élève en 1852-1858), Darius Milhaud et Marcel Pagnol.
La rue Cardinale est constituée d'hôtels particuliers et de bâtiments parmi les plus emblématiques du quartier Mazarin et de la ville:

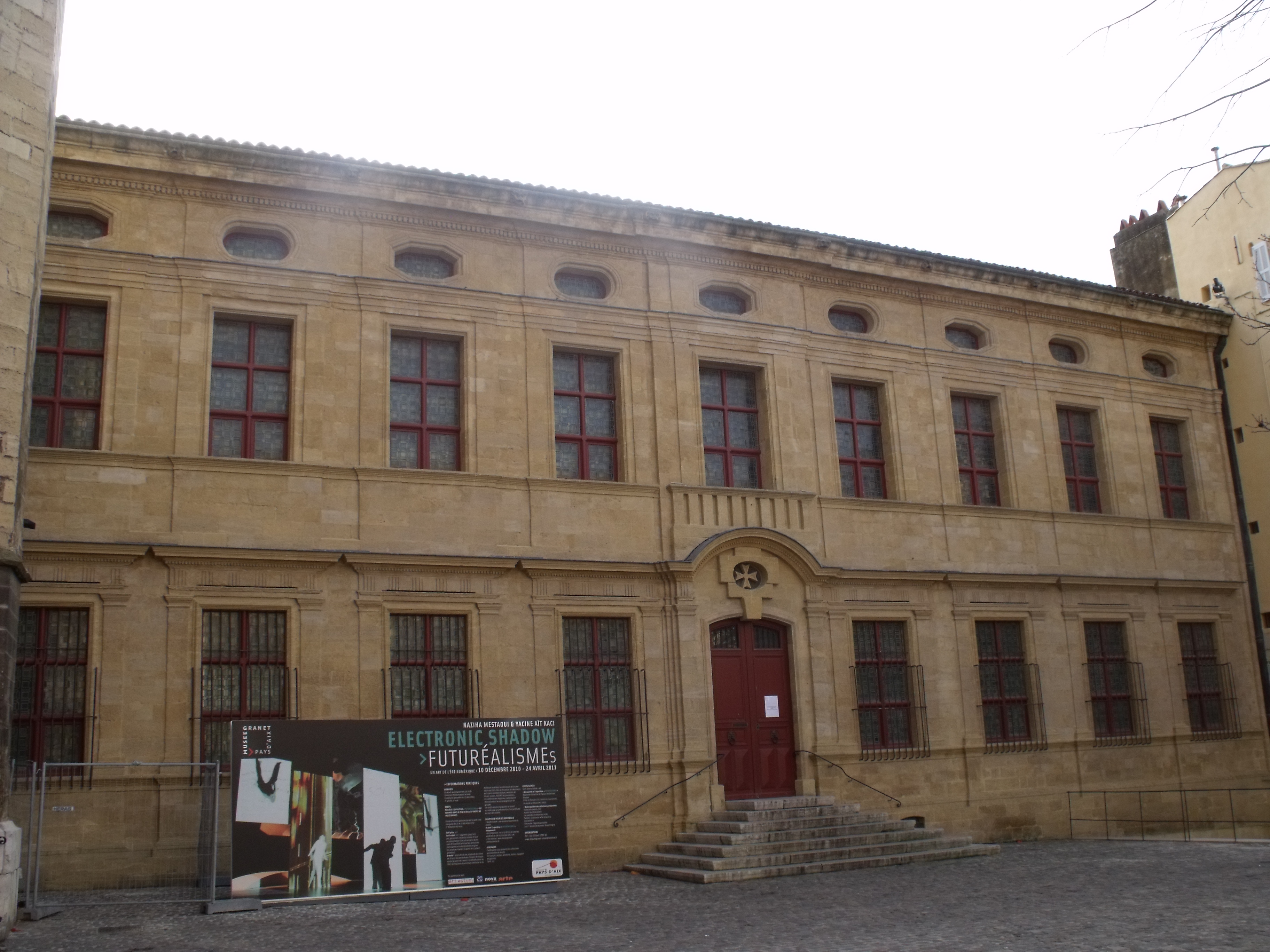
Façade du Musée Granet sur la place Saint-Jean-de-Malte, longée par la rue Cardinale
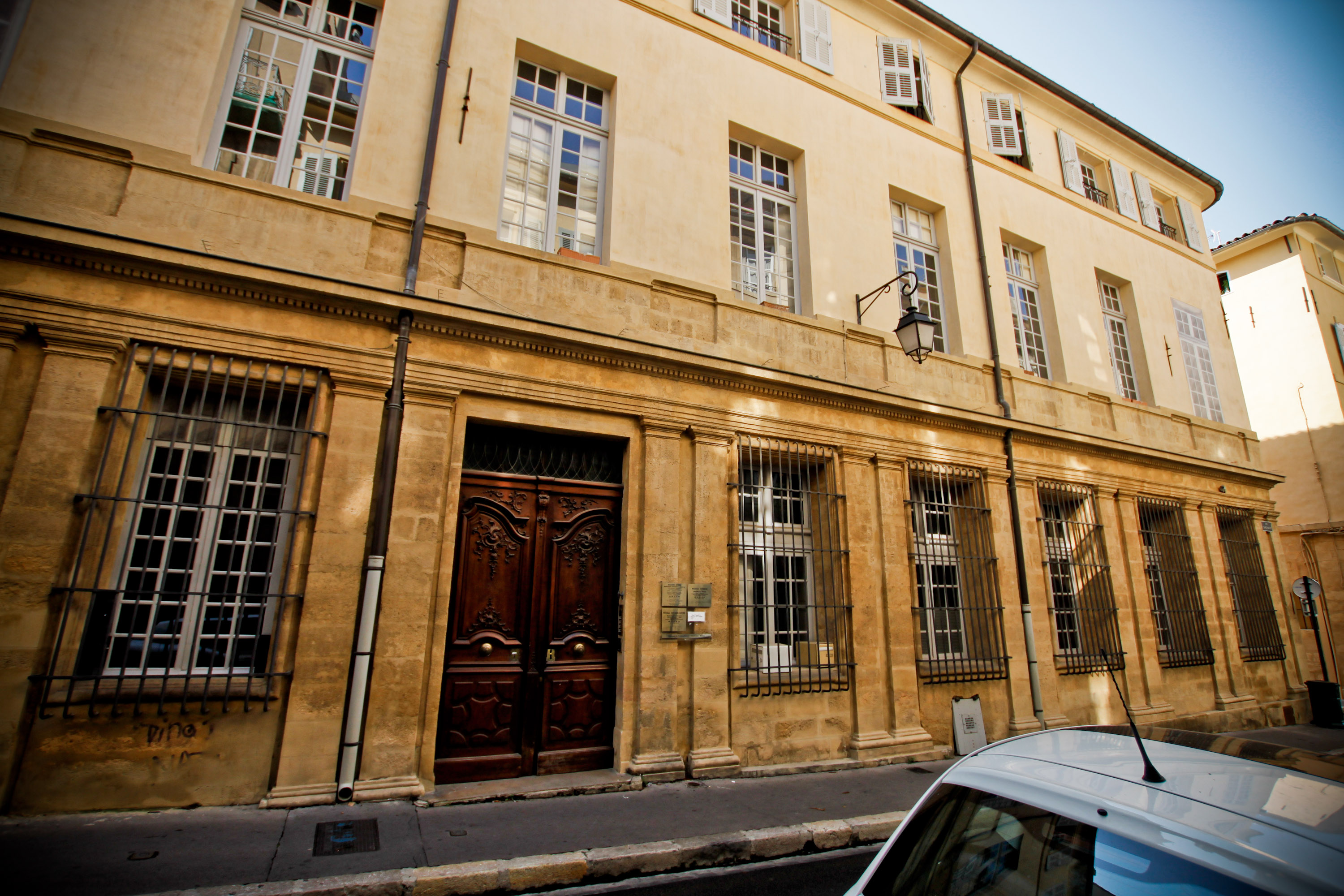
Hôtel de Carondelet, au N°17
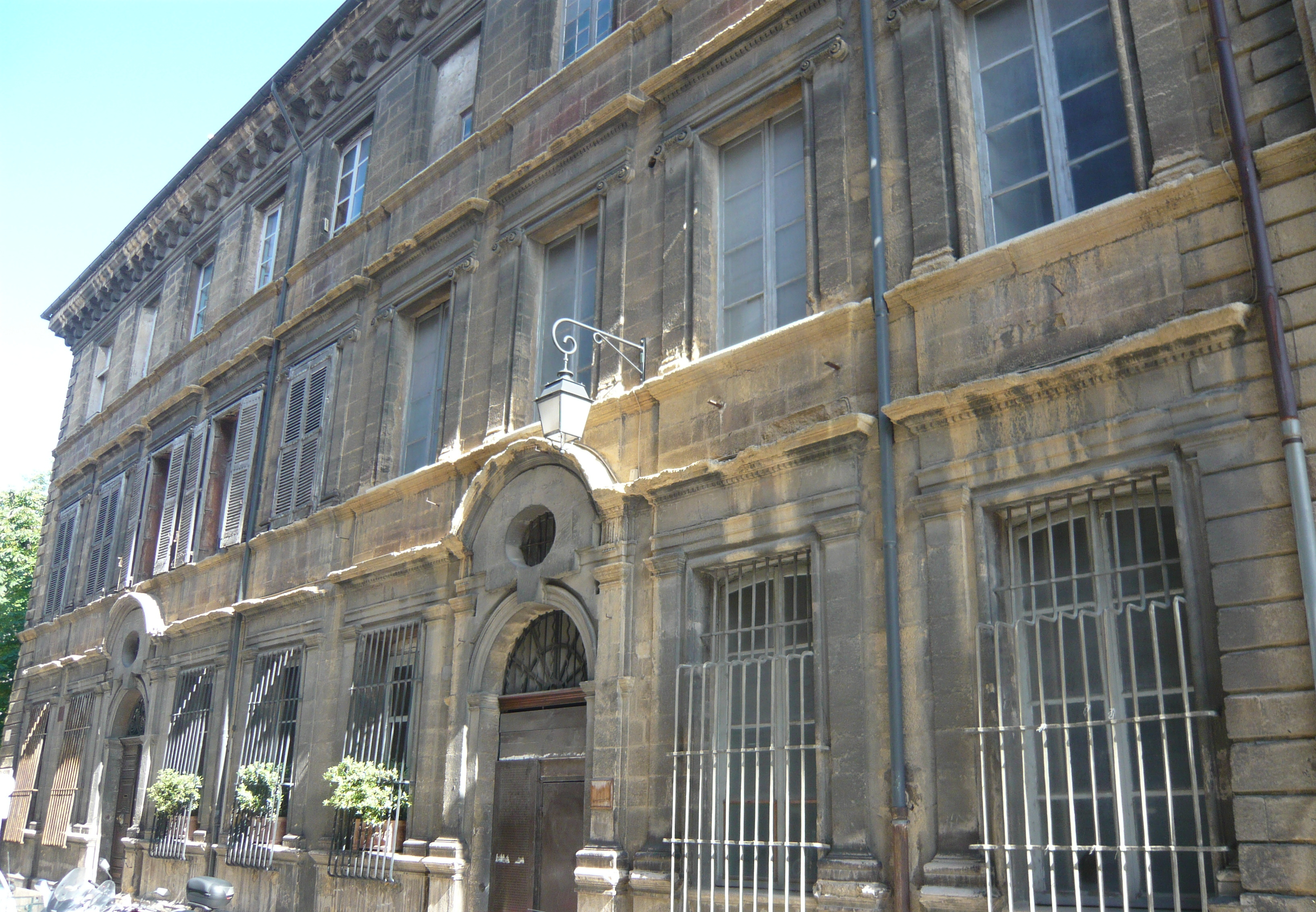
Hôtel de Foresta, au N°37
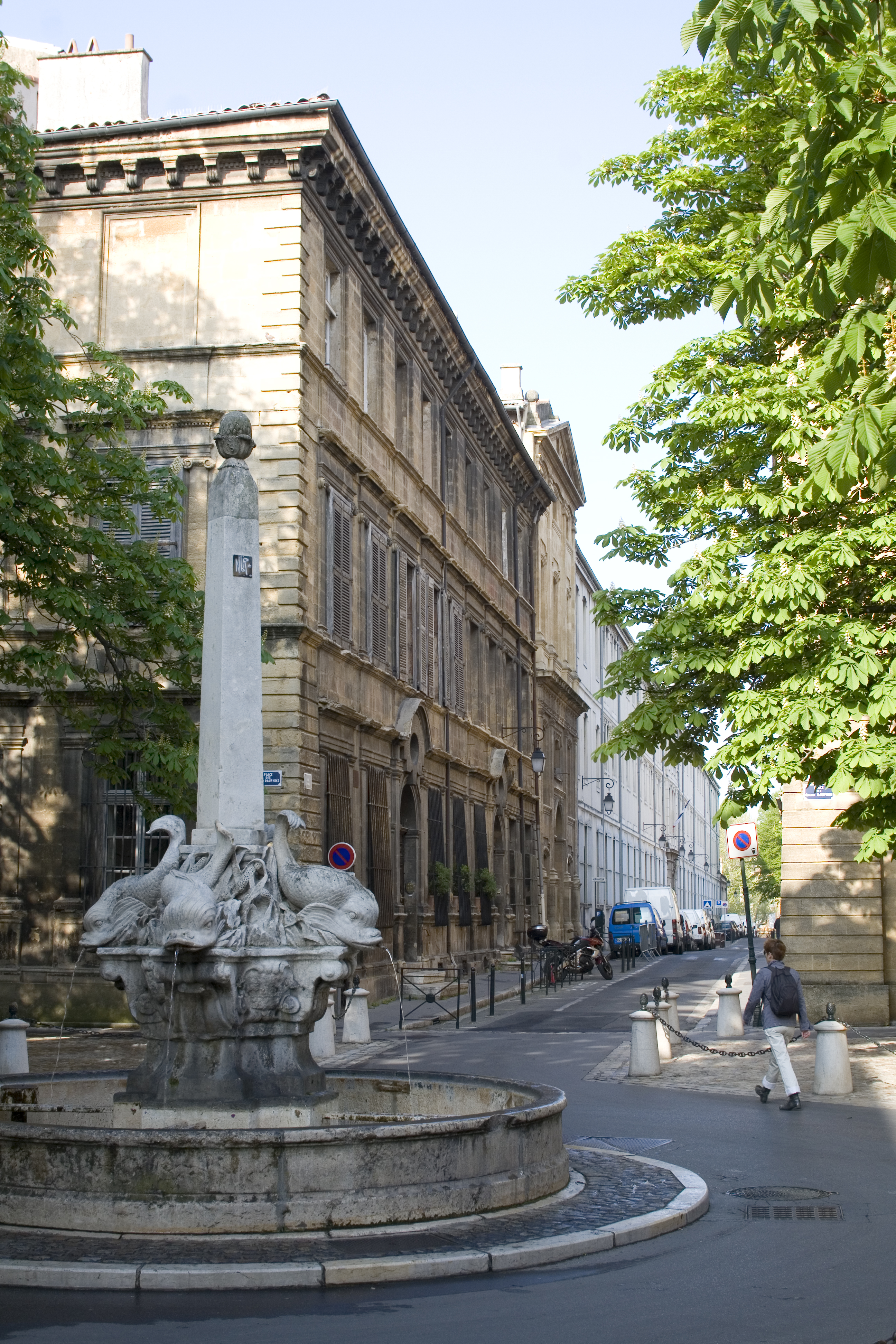
Rue Cardinale vue de la place des Quatre-Dauphins (2013)
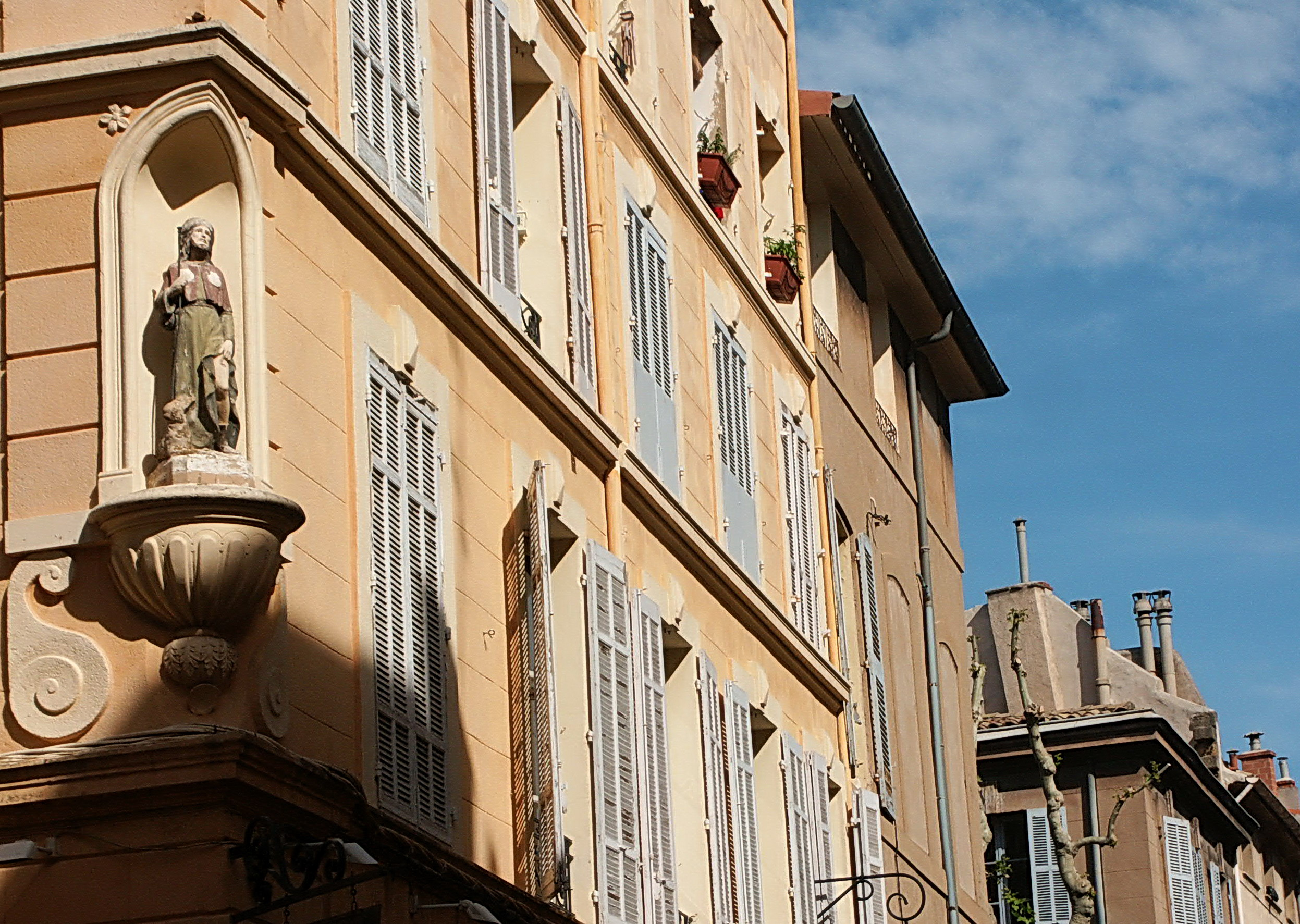
Oratoire rue Cardinale (2006)
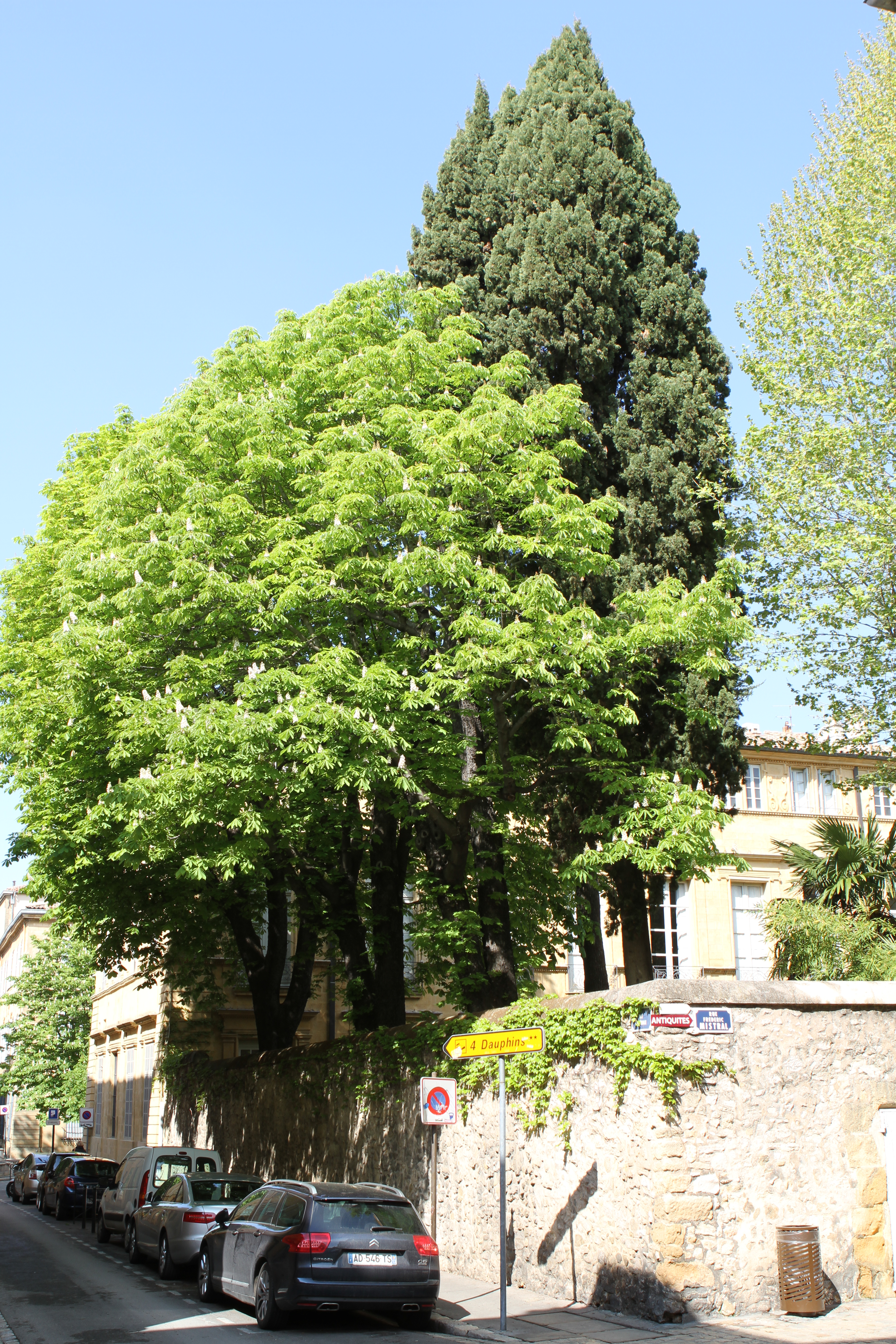
Une cour intérieure, sur les rues Cardinale et Mistral (2012)
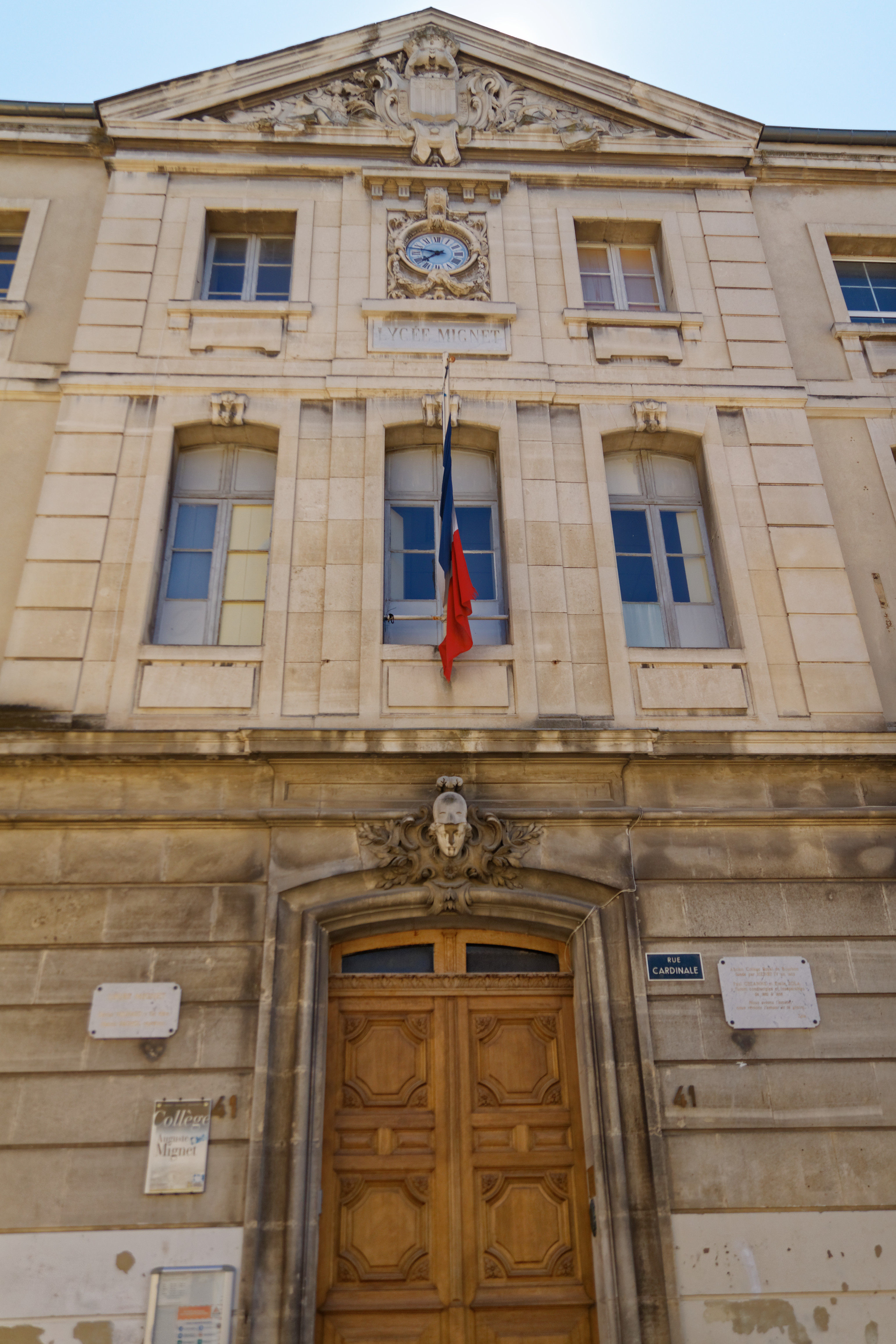
Collège-Lycée Mignet, au N°41
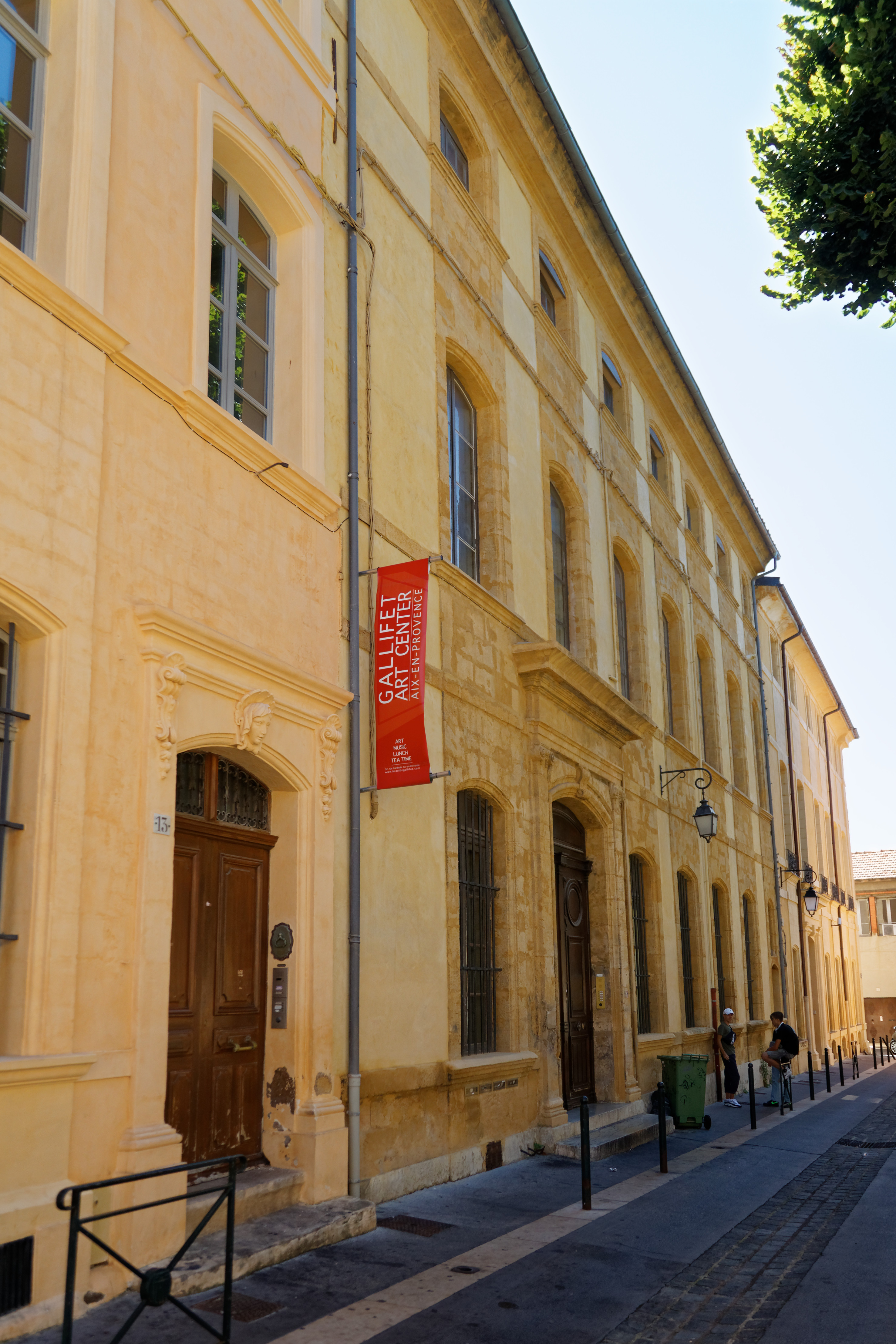
L'Hôtel de Gallifet, au N°52, Centre d'Art

### Rue Cardinale à l'écran
La rue est apparue dans:
- Le Hussard sur le toit (1995) de Jean-Paul Rappeneau.